# Donji Biteš
Bitesh en albanais et Donji Biteš en serbe latin (en serbe cyrillique : Доњи Битеш) est une localité du Kosovo située dans la commune/municipalité de Gjakovë/Đakovica, district de Gjakovë/Đakovica (Kosovo) ou de Pejë/Peć (Serbie). Selon le recensement kosovar de 2011, elle compte 212 habitants.

## Démographie

### Évolution historique de la population dans la localité
| 1948 | 1953 | 1961 | 1971 | 1981 | 1991 | 2011 |
| ---- | ---- | ---- | ---- | ---- | ---- | ---- |
| 33   | 53   | 65   | 101  | 159  | 191  | 212  |

|  |

### Répartition de la population par nationalités (2011)
En 2011, les Albanais représentaient 89,62 % de la population et les Égyptiens 10,38 %.